# 森川博之
森川 博之（もりかわ ひろゆき、1965年 - ） は、日本の情報工学者。東京大学大学院工学系研究科教授。元電子情報通信学会副会長。

## 人物・経歴
1987年東京大学工学部電子工学科卒業。1992年東京大学大学院工学系研究科博士課程修了、博士（工学）。2006年東京大学大学院工学系研究科教授。2007年東京大学先端科学技術研究センター教授。2011年電子情報通信学会東京支部長。2016年電子情報通信学会副会長。2017年東京大学大学院工学系研究科教授。

## 音声講義
- 『5Gの正体』(2021年6月、VOOX)